# Piano di Fano

Piano di Fano. Occorre considerare come "retta" anche la circonferenza

Il piano di Fano (dal matematico italiano Gino Fano) è il piano proiettivo sul campo finito {\displaystyle \mathbb {F} _{2}} con due elementi. È il piano proiettivo con meno elementi: contiene infatti 7 punti (ognuno dei quali contenuto in tre rette) e 7 rette (ognuna delle quali contenente tre punti).

## Coordinate omogenee
Come ogni spazio proiettivo, il piano di Fano può essere descritto attraverso le coordinate omogenee: in questo caso, ogni punto è individuato da una terna di numeri, ognuno dei quali è 0 oppure 1, con l'eccezione della terna (0,0,0), che non determina alcun punto. Di conseguenza, il piano di Fano è rappresentato dalle sette terne (0,0,1), (0,1,0), (0,1,1), (1,0,0), (1,0,1), (1,1,0) e (1,1,1).
In queste coordinate, dati due punti {\displaystyle p} e {\displaystyle q}, il terzo punto della retta passante per {\displaystyle p} e {\displaystyle q} può essere individuato semplicemente sommando (modulo 2) le coordinate dei due punti.
Per dualità, anche le rette del piano di Fano possono essere rappresentate con le coordinate omogenee attraverso terne di 0 e 1: in questo caso, un punto {\displaystyle p=(p_{0},p_{1},p_{2})} appartiene ad una retta {\displaystyle r=(r_{0},r_{1},r_{2})} se il numero di 1 comuni tra le coordinate di {\displaystyle p} e quelle di {\displaystyle r} è pari. Ad esempio, il punto (1,0,1) appartiene alla retta (1,1,1), mentre il punto (1,0,0) no.

## Descrizione assiomatica
Un modo alternativo per descrivere il piano di Fano è attraverso un insieme di assiomi. I seguenti assiomi caratterizzano il piano di Fano:
1. ogni retta del piano ha almeno tre punti;
2. per ogni punto del piano passano almeno tre rette;
3. per ogni coppia di punti passa una e una sola retta;
4. ogni coppia di rette si incontra in uno e un solo punto;
5. ogni retta del piano ha al massimo tre punti;
6. per ogni punto del piano passano al massimo tre rette.

Gli ultimi due sono quelli che veramente determinano il piano di Fano.

## Simmetrie
Come per ogni spazio proiettivo, l'insieme delle proiettività del piano di Fano è un gruppo, il gruppo proiettivo generale {\displaystyle PGL_{3}(\mathbb {F} _{2})}; In questo caso, inoltre, questo gruppo è isomorfo al gruppo proiettivo speciale {\displaystyle PSL_{3}(\mathbb {F} _{2})} e al gruppo lineare generale {\displaystyle GL_{3}(\mathbb {F} _{2})}.
{\displaystyle PGL_{3}(\mathbb {F} _{2})} è un gruppo semplice con 168 elementi.

## Matroidi
Il piano di Fano può anche essere considerato come un matroide di sette elementi, indicato con {\displaystyle F_{7}}. {\displaystyle F_{7}} è rappresentabile su {\displaystyle \mathbb {F} _{2}} e su tutti i campi di caratteristica 2, ma su nessun altro campo; di conseguenza non è un matroide regolare né un matroide grafico o cografico.
Inoltre, {\displaystyle F_{7}} è un minore escluso per la classe dei matroidi regolari e per la classe dei matroidi grafici.